# 普佐勒 (洛代沃区)
普佐勒（法語：Pouzols，法語發音：[puzɔl]）是法国埃罗省的一个市镇，属于洛代沃区。

## 地理
普佐勒（43°37'6"N, 3°30'46"E）面积2.96 平方千米，位于法国奧克西塔尼大區埃罗省，该省份为法国南部沿海省份，南濒地中海，西南接奥德省，西北接塔恩省和阿韦龙省，东北与加尔省接壤。
与普佐勒接壤的市镇（或旧市镇、城区）包括：卡内、日尼亚克、波皮扬、勒普热、圣安德烈-德桑戈尼斯。

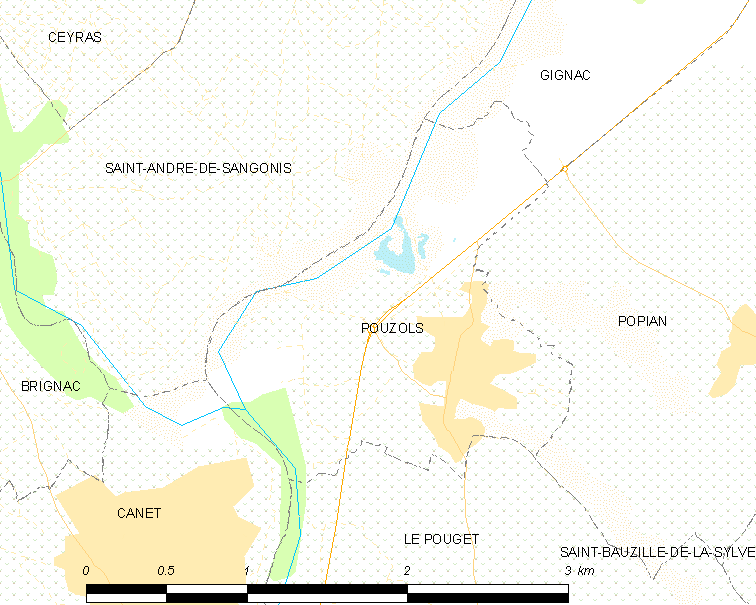
的OSM定位图

普佐勒的时区为UTC+01:00、UTC+02:00（夏令时）。

## 行政
普佐勒的邮政编码为34230，INSEE市镇编码为34215。

## 政治
普佐勒所属的省级选区为日尼亚克县。

## 人口

1962-2008年间人口变化图示

普佐勒于2022年1月1日时的人口数量为956人。